# Poly Auction
Poly Auction (оф. Beijing Poly International Auction Co. Ltd, кит. упр. 北京保利国际拍卖有限公司, пиньинь Běijīng bǎolì guójì pāimài yǒuxiàn gōngsī) - аукционный дом, один из наиболее крупных в мире (3 место после «Сотбис» и «Кристис»).

## История
Основан в  2005 году в Пекине, входит в состав государственного конгломерата China Poly Group.
В ноябре 2005 г. Poly Auction провел первый крупный аукцион в Пекине. Среди лотов были картины знаменитых китайских художников, в числе которых были работы Сюй Бэйхуна,  Линь Фэнмяня, У Чаншо и др. Оборот в 560 млн юаней, полученный на первом аукционе, сделал Beijing Poly Auction одним из ведущих китайских аукционных компаний. Впоследствии осенний аукцион 2007 г. установил новый рекорд по общему обороту аукционов материкового Китая – 860 млн юаней..
В 2008 году в пров. Сычуань произошло землетрясение магнитудой 8 баллов. Poly Auction связался более чем с сотней известных современных художников, которые пожертвовали свои работы для специального аукциона, целью которого был сбор средств для пострадавших от землетрясения. Аукцион был проведен весной 2008 года, общая выручка составила 901 млн юаней, что стало новым рекордом для Poly Auction.
На весенних торгах 2010 года общий оборот Beijing Poly Auction превысил 3,3 млрд юаней, что побило мировой рекорд по объему продаж китайского искусства за один сезон.
В настоящее время признан самым быстрорастущим аукционным домом в мире. Когда Poly Auction вышел на мировой арт-рынок, продажей китайского искусства занимались иностранные аукционные дома (в числе основных - «Сотбис» и «Кристис»), которые проводили аукционы в Гонконге, а также первый аукционный дом КНР - China Guardian.  За первые 6 лет Poly Auction превратился из новичка в одного из главных игроков на мировом арт-рынке. В 2011 г. годовой оборот пекинского Poly Auction превысил отметку в 10 млрд юаней.

## Проблемы
Проблемой арт-рынка Китая является большое количество клиентов, которые не оплачивают свои лоты – наиболее распространенной причиной является сомнение в подлинности того или иного произведения искусства. Poly Auction часто умалчивает о количестве неудачных сделок, в связи с чем заявленные данные о продажах превышают реальные цифры. По данным 2012 года, в связи с неоплатой только 34% сделок, о которых Poly сообщил, общей стоимостью более 1,6 млн долл. США были фактически завершены к маю следующего года. Для сравнения – уровень платежей другого аукционного дома КНР – China Guardian на тот же период составил 83%.

## Сфера продаж
Деятельность Poly Auction в основном ограничивается сферой реализации предметов китайского искусства. При этом речь идет не только о традиционном изобразительном искусстве. На торги выставляют и шедевры каллиграфии, керамику, редкие книги и рукописи, ювелирные украшения и т.д. Среди лотов также можно встретить коллекционные западные вина.
На данный момент самым дорогим лотом, проданным в ходе аукционов Beijing Poly Auction, является работа Ци Байши
«Двенадцать ландшафтных сцен» (931.5 млн юаней – самая высокая цена за работу китайского художника).

## Официальные представительства
Имеет официальные представительства в Гонконге, Макао, Тайване - Тайбэй, Японии - Токио, США – Нью-Йорк